# Diane Valkenburgová
Diane Valkenburgová (* 30. srpna 1984 Bergschenhoek, Jižní Holandsko) je nizozemská rychlobruslařka.
Na mezinárodních soutěžích se poprvé objevila v sezóně 2007/2008, kdy nastoupila do závodů světového poháru. Na začátku roku 2008 se zúčastnila Mistrovství světa ve víceboji, kde skončila na osmém místě. Startovala i na světovém šampionátu na jednotlivých tratích, kde na distanci 3 km dojela jako osmá a na pětikilometrové dráze jako devátá. V celkovém hodnocení SP 2007/2008 se nejlépe individuálně umístila na trati 1500 m, kde skončila desátá. Zúčastnila se též zimní olympiády 2010. Na Mistrovství světa na jednotlivých tratích 2011 získala v závodě na 1500 m stříbrnou medaili, stejný kov vybojovala jako členka nizozemského týmu v závodě družstev. Ze světového šampionátu na jednotlivých tratích 2012 si odvezla zlatou medaili ze závodu družstev, kterou nizozemský tým o rok později obhájil. Na Mistrovství Evropy 2013 získala bronz, na vícebojařském mistrovství světa 2013 stříbro.